# Dadukou

Stadtbezirk Dadukou in Chongqing

Dadukou (chinesisch 大渡口区, Pinyin Dàdùkǒu Qū) ist ein Stadtbezirk der regierungsunmittelbaren Stadt Chongqing im Südwesten der Volksrepublik China. Dadukou hat eine Fläche von 94,39 km². Bei Volkszählungen in den Jahren 2000 und 2010 wurden in Dadukou 247.021 bzw. 301.042 Einwohner gezählt.

## Administrative Gliederung
Auf Gemeindeebene setzt sich Dadukou aus fünf Straßenvierteln und drei Großgemeinden zusammen. Diese sind:
- Straßenviertel Xinshancun (新山村街道), Sitz der Regierung des Stadtbezirks;
- Straßenviertel Chunhuilu (春晖路街道);
- Straßenviertel Jiugongmiao (九宫庙街道);
- Straßenviertel Qiezixi (茄子溪街道);
- Straßenviertel Yuejincun (跃进村街道);
- Großgemeinde Baqiao (八桥镇);
- Großgemeinde Jiansheng (建胜镇);
- Großgemeinde Tiaodeng (跳磴镇).